# Casamanceconflict

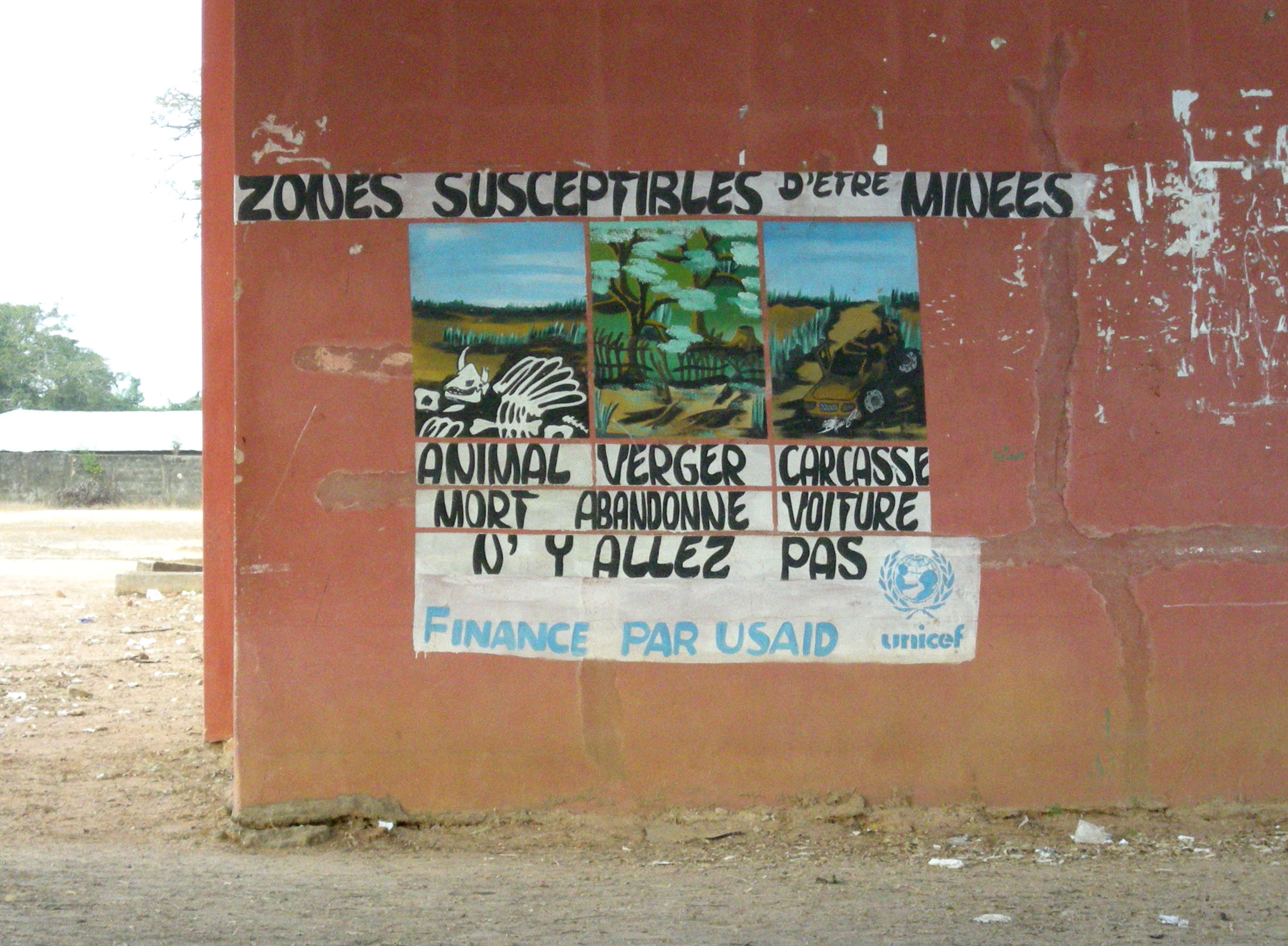
Mijnenveld in Casamance.

Het Casamanceconflict is een burgeroorlog 
van de regering van Senegal en de Beweging van Democratische Krachten van Casamance (MFDC). Deze organisatie staat onder leiding van de katholieke priester Diamacoune Senghor. 
Sinds 1990 vinden afwisselend moordpartijen en onderhandelingen plaats.
Het gebied wordt grotendeels bewoond door 
Diola, die een lange traditie van onafhankelijkheidsbewegingen hebben. 
Een ronde van onderhandelingen vond in 2005 plaats.